# Himeji

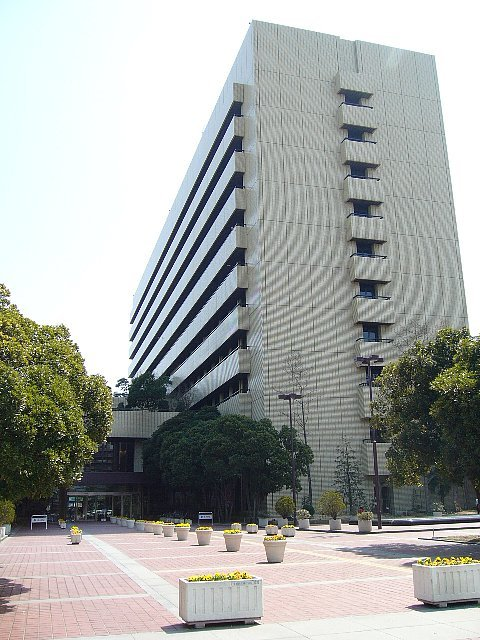
Het stadhuis van Himeji

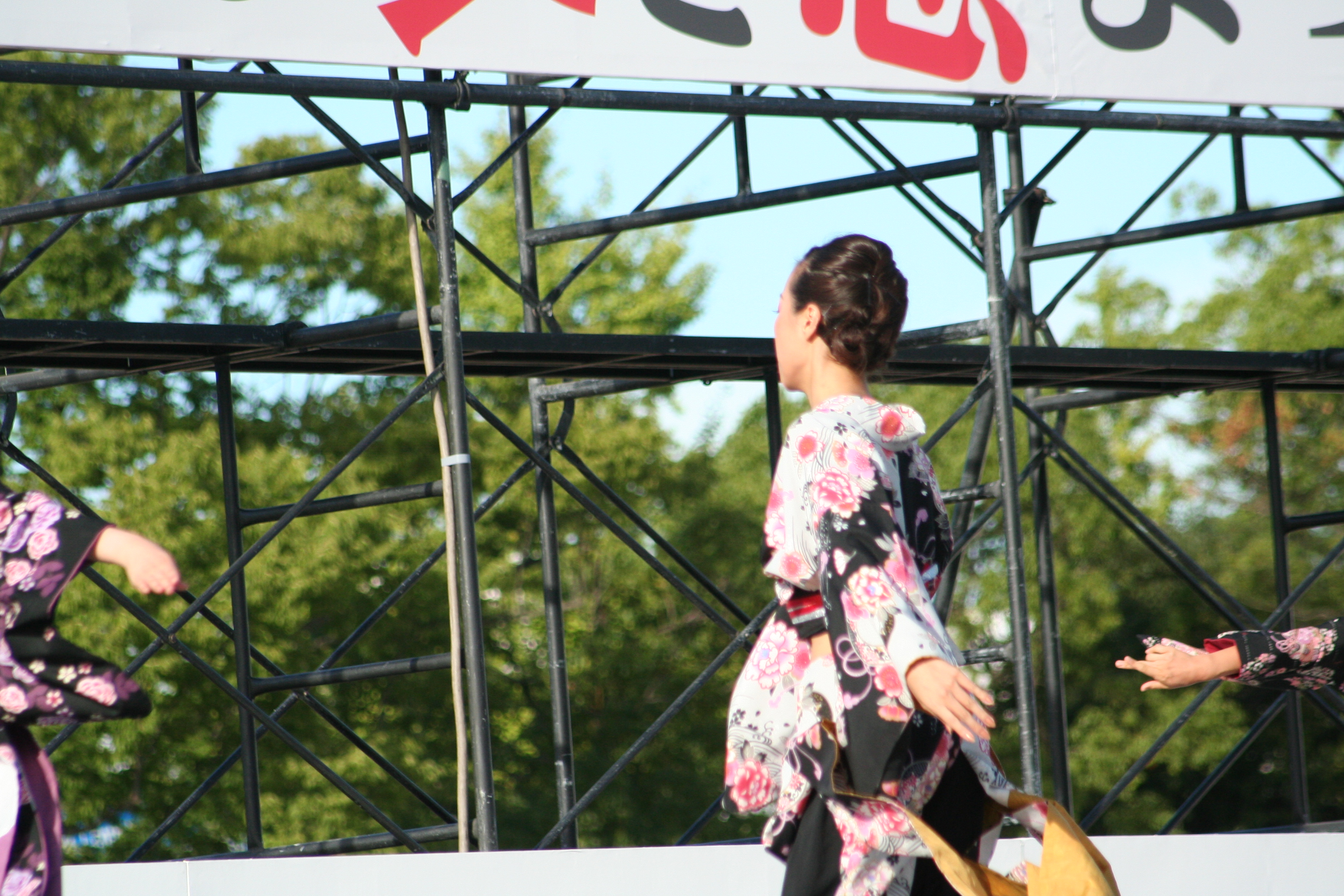
08 augustus 2010. Castle Festival. Yosakoi dans.

Himeji (Japans: 姫路市, Himeji-shi) is een stad in de prefectuur Hyogo, Japan. In 2020 had de stad 530.495 inwoners. De bevolkingsdichtheid bedroeg 992 inw./km². De oppervlakte van de stad is 534,27 km². Himeji maakt deel uit van de agglomeratie Osaka-Kobe-Kioto.

## Geschiedenis
- De stad werd op 1 april 1889 gesticht.
- Op 1 april 1996 verkreeg Himeji het statuut van kernstad.
- Op 27 maart 2006 werden de gemeenten Ieshima en Yumesaki (beide van het District Shikama) en de gemeente Yasutomi van het District Shiso en de gemeente Kodera van het District Kanzaki aangehecht bij de stad Himeji. De districten Shikama en Shiso verdwenen beide na deze fusie.

## Bezienswaardigheden
In Himeji bevindt zich het Kasteel Himeji, een UNESCO werelderfgoed. Een andere culturele attractie is de Engyō-ji-tempel.

## Verkeer
- Wegen:

Himeji ligt aan de Sanyo-autosnelweg en aan de autowegen 2 (richting Osaka of Kitakyushu), 29,250,312,372,436.
- Trein
  - JR West : Station Himeji
    - Sanyo Shinkansen
    - Sanyo-lijn
    - Kishin-lijn
    - Bantan-lijn

  - Sanyō
    - Sanyo Hoofdlijn
    - Aboshi-lijn

## Stedenverband
Himeji heeft zes internationale partnersteden, een zusterkasteel en twee Japanse zustersteden.

### Partnersteden
- Charleroi (België)
- Phoenix (Verenigde Staten)
- Adelaide (Australië)
- Curitiba (Brazilië)
- Taiyuan (China)
- Masan (Zuid-Korea)

### Zustersteden in Japan
- Matsumoto, in de prefectuur Nagano
- Tottori, hoofdstad van de prefectuur Tottori

### Zusterkasteel
- Kasteel van Chantilly in Chantilly.

## Geboren
- Kenzo Takada (1939), Japans modeontwerper en oprichter van Kenzo
- Yasumasa Kanada (1949), Japans wiskundige die 1,2411 biljoen decimalen van pi berekende

## Voetnoot
1. ↑   Website Himeji, Sister Cities and Castle

Steden:
Aioi · Akashi · Ako · Amagasaki · Asago · Ashiya · Awaji · Himeji · Itami · Kakogawa · Kasai · Kato · Kawanishi · Kobe (hoofdstad) · Miki · Minamiawaji · Nishinomiya · Nishiwaki · Ono · Sanda · Sasayama · Shiso · Sumoto · Takarazuka · Takasago · Tamba · Tatsuno · Toyooka · Yabu

Districten:
Ako · Ibo · Kako · Kanzaki · Kawabe · Mikata · Sayo · Taka
Gemeenten per district
Akita · Amagasaki · Aomori · Asahikawa · Fukuyama · Funabashi · Gifu · Hakodate · Higashiosaka · Himeji · Iwaki · Kagoshima · Kanazawa · Kashiwa · Kawagoe · Kōchi · Koriyama · Kurashiki · Kurume · Maebashi · Matsuyama · Miyazaki · Morioka · Nagano · Nagasaki · Nara · Nishinomiya · Ōita · Okazaki · Otsu · Sagamihara · Shimonoseki · Takamatsu · Takasaki · Takatsuki · Toyama · Toyohashi · Toyonaka · Toyota · Utsunomiya · Wakayama · Yokosuka